# Щасливий принц та інші казки
«Щасливий принц та інші казки» (англ. The Happy Prince and Other Tales / Stories) — збірка казок  ірландського письменника Оскара Вайлда. Вперше опублікована в травні 1888 року.
Збірка вміщає п'ять казок:
- «Щасливий принц» (англ. The Happy Prince);
- «Соловейко і Троянда» (англ. The Nightingale and the Rose);
- «Велетень-себелюбець» (англ. The Selfish Giant);
- «Вірний друг» (англ. The Devoted Friend);
- «Незвичайна ракета» (англ. The Remarkable Rocket).

## Щасливий принц

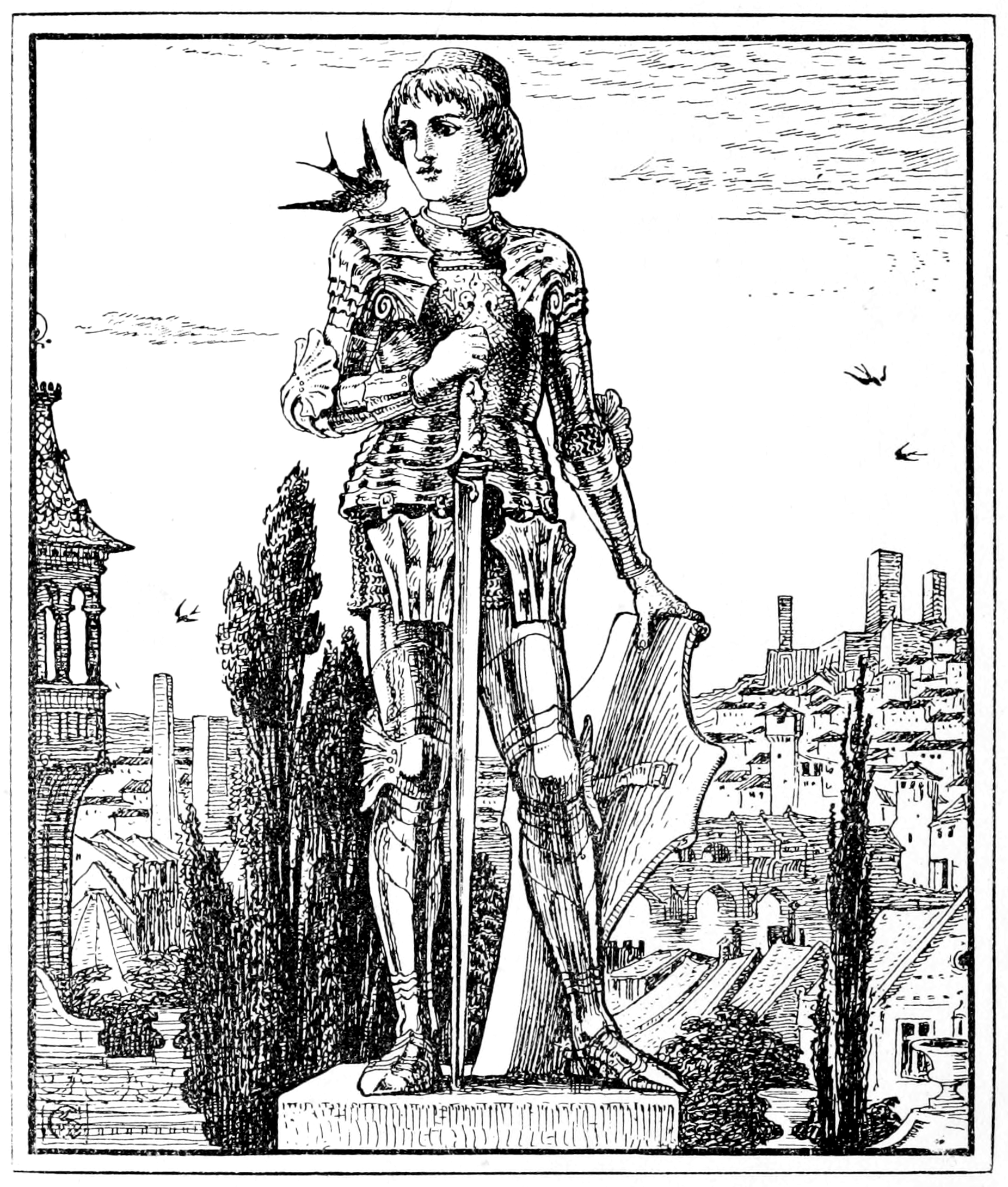
«Щасливий принц» Волтер Крейн

Події відбуваються в місті, де страждає багато бідних людей. Ластівка, яку покинули її подруги і полетіли до Єгипту, зустрічає статую Щасливого принца, який насправді ніколи не був щасливим. Все своє життя він провів у прекрасному саду в замку, відгородженому високою стіною від усіх нещасть світу. Після смерті він стає золотою статуєю. Завдяки своєму новому місцезнаходження Принц бачить страдницьке бідне життя людей, що завдає йому гірких страждань. Щасливий принц просить у ластівки взяти з руків'я його шпаги великий рубін, два сапфіри з його очей та тоненькі листочки щирого золота, що вкривали його, і віднести їх бідним. Коли прийшла зима, від Щасливого принца залишилось ні дещиці од колишньої його краси. Свинцеве серце Принца розривається, адже через його безкорисливі діяння і сильний холод помирає ластівка. Потім статую зносять і переплавляють, викинувши розбите свинцеве серце і мертву ластівку на смітник. Звідти їх забирає до раю ангел, вважаючи, що це — найцінніші речі, які є в цьому світі. Бог підтверджує правильний вибір ангела: «Ти правильно вибрав. Відтепер у моїх райських садах ця пташечка співатиме завжди, а в моєму сонячному місті Щасливий принц воздаватиме мені хвалу».
Оскар Уайльд дає алегоричну картину тогочасної дійсності, коли найкращі почуття і високі духовні якості виявляються незатребуваними і непотрібними за звичайних обставин.

## Соловейко і Троянда
Ця казка є переосмисленням старовинної перської легенди про Солов'я, закоханого в Білу троянду. У пориві пристрасті він так сильно притулився до неї, що проколов серце її шипом і вималював пелюстки коханої в червоний колір.
Сам Оскар Уайльд так писав про цю казку: «Мені до вподоби коли казка має багато змістів і значень, оскільки я надаю перевагу формі, а не змісту. Коли я починав писати цю казку, я не замислювався над змістом, а всіма силами намагався надати чарівності формі, яка б містила безліч таємниць та розв'язків».
Сюжет казки такий. Соловейко випадково підслуховує скарги студента про те, що професорова дочка не хоче танцювати з ним, адже він не може дістати їй червону троянду. Соловей облітає всі трояндові кущі у садку аж доки один з них не каже йому, що єдиним способом отримати червону троянду є наступний ритуал: соловейко має усю ніч співати наймилішу пісню троянді, притулившись серцем до її колючки, таким чином пожертвувавши своїм життям. Побачивши страждання студента, соловейко дає згоду на проведення цього ритуалу. Соловейко притуляється грудьми до колючки і за допомогою його крові кущ розпускає чудову червону троянду. Студент приходить до професорової дочки з трояндою, але вона знову відмовляє йому, адже інший чоловік надіслав їй справжній діамант і «всі знають, що діаманти вартують більше аніж квіти». Розлючений студент викидає троянду у канаву і повертається до вивчення своєї метафізики, вирішивши більше не вірити у справжню любов.
Це казка про істинне, самовіддане Кохання і про егоїстичні претензії на нього. Велика ідея кохання реалізується саме у вчинку Солов'я, тому що молоді люди, заради щастя яких він жертвує своїм життям, виявляються недостойними цієї жертви і Кохання.

## Велетень-себелюбець

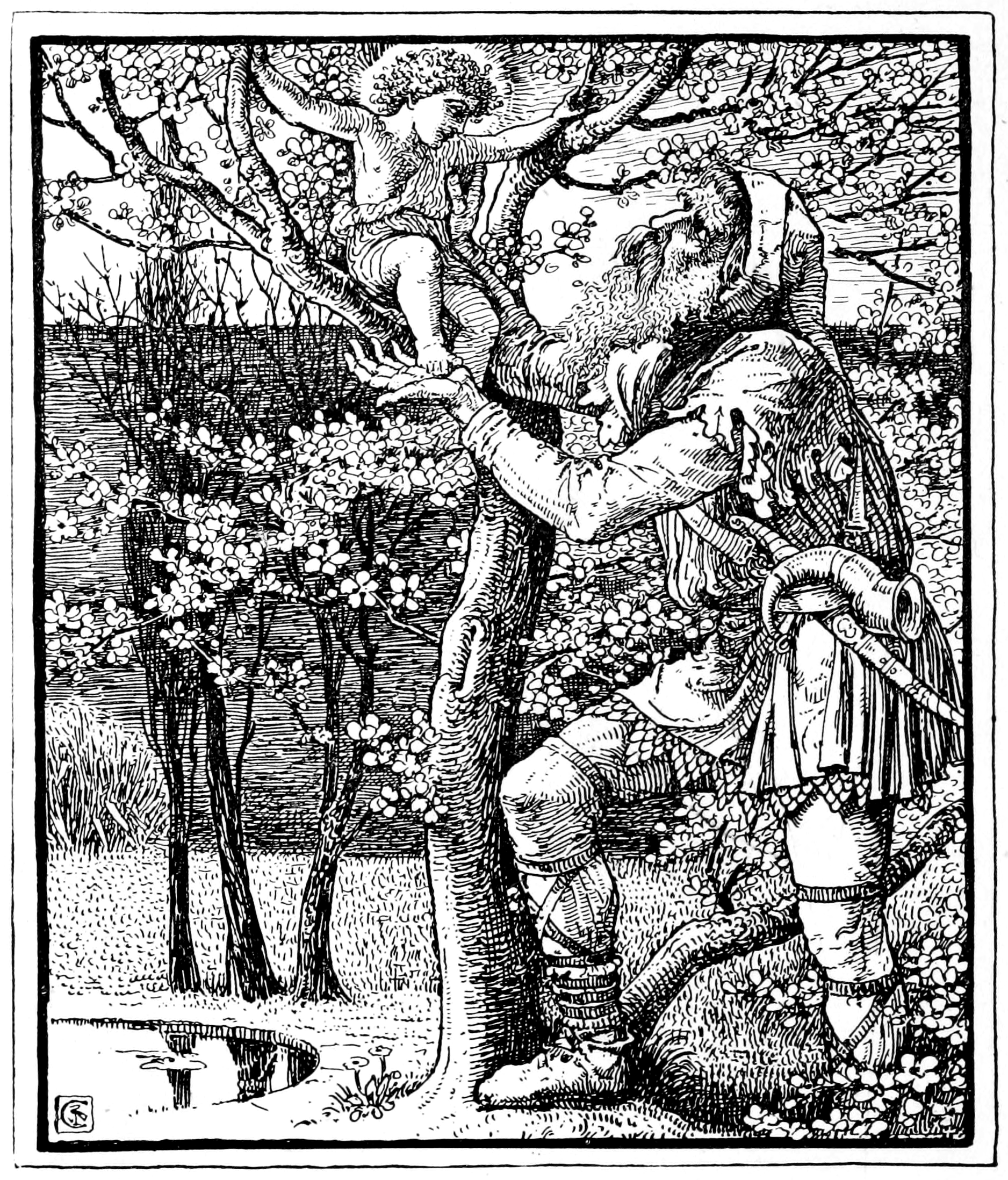
«Велетень-себелюбець» Волтер Крейн

Це історія відродження душі егоїстичного Велетня.
Велетень-себелюбець має гарний сад, в якому ростуть дванадцять персикових дерев та чарівні ароматні квіти. Повертаючись зі школи, діти полюбляють гратися у цьому садку. Аж ось Велетень-себелюбець повертається від свого приятеля корнуельського Велетня-людожера, в якого він пробув у гостях сім років. Образившись на дітей, він будує стіну навколо свого саду і ставить вивіску: «ВХОДИТИ ЗАБОРОНЕНО. ПОРУШНИКІВ БУДЕ ПОКАРАНО». У садку настала нескінченна зима. Одного дня, Велетня будить коноплянка і він помічає, що у садку настала весна, адже діти знайшли шлях всередину через щілину у стіні. Велетень бачить свою помилку і вирішує зруйнувати стіну. Однак, коли він вийшов зі свого замку, всі діти повтікали окрім одного маленького хлопчика, який намагався вилізти на дерево. Велетень-себелюбець допомагає хлопчині і заявляє: «Віднині це ваш садок, діти!». Він валить стіну, таким чином даючи змогу дітям знову гратися там. Але хлопець, якому допоміг велетень не повернувся. Проходить багато років і Велетень стає старим і кволим, але діти і надалі весело граються у садку. Одного зимового ранку, він прокидається і бачить, що в одній частині його саду зацвіли дерева. Він спускається зі свого замку і помічає хлопця, який лежить під гарним білим деревом. Це був той самий хлопчина, якому він колись допоміг. Велетень помічає у хлопця стигмати. Він не розуміє, що хлопчина насправді є Ісусом Христом, і думає, що хтось поранив його:
— Хто посмів так зранити тебе?

На долонях дитини і на її ногах він побачив рани.
 — Хто посмів так зранити тебе? — вигукнув Велетень. — Скажи мені, і я візьму свій великий меч і зарубаю кривдника.
 — Не треба нікого рубати, — сказав хлопчик. — Адже це рани Любові.
 — Скажи, хто ти? — промовив Велетень, і дивний благоговійний страх охопив його, і він упав перед хлопчиком навколішки.

А дитина усміхнулася Велетневі й сказала:
 — Колись ти дозволив мені погратися в твоєму садку, а сьогодні ти підеш зі мною до мого саду, ім'я якому — Рай.
Велетень помирає. Наступного дня, його знаходять діти. Він лежить під деревом, що вкрите білим цвітом.
Отже, Велетень пізнає, що таке щастя, лише вчинивши добро.

## Вірний друг
Ця казка цілком сатирична. У ній розповідається про жадібного і жорстокого Мірошника — багатія, котрий довгий час експлуатував свого бідного сусіда садівника, скромного й доброго Ганса, лицемірно й демагогічно називаючи себе його другом. Усі свої підлі діяння Мірошник маскує під високі і благородні вчинки. Він залишає свого друга мерзнути й голодувати взимку на самоті, пояснюючи це так: «Адже якби Малий Ганс прийшов сюди та побачив нашу теплу хату, й нашу добру вечерю, і велике барило червоного вина, він би ще, чого доброго, позаздрив нам, а на світі нема нічого страшнішого від заздрощів, вони будь-кого можуть зіпсувати. I я, звісно, нізащо не дозволю, щоб Ганс дійшов до такого. Я його найкращий друг, і я завжди дбатиму, аби в його душу не закралася спокуса».
На основі цієї дружби мірошник рве квіти, духмяні трави і достиглі плоди з Гансового садка. Якось він обіцяє віддати Гансу стару зламану тачку, адже садівник був вимушений продати свою власну, коли взимку не було за що купити хліба. В обмін за тачку Мірошник змушує Ганса виконувати для нього ряд важких доручень. Однієї грозової ночі Мірошник посилає Ганса за лікарем для свого хворого сина. Повертаючись від лікаря, Ганс збивається з дороги і, заблукавши в болоті, тоне у глибокій ямі. Після похорону Мірошник сумує, що тепер нема як позбутися тачки.
«Відданий друг» — це звичайно ж зла іронія, оскільки Мірошник безсоромно використовує це звання в своїх корисних цілях. Ганс жодного разу не піддав сумніву дружбу та її високі ідеали, хоч і трагічно помилявся, що вважав за друга такого брехливого егоїста.

## Незвичайна ракета
Ця казка також написана в іронічному стилі, однак тут є глузлива іронія в дусі Ганса Крістіана Андерсена. Тут оживають персонажі-неістоти — подібно до казок Андерсена, де вони відіграють важливу роль, діючи як істоти. У цій казці йдеться про феєрверк, що його мали влаштувати на честь одруження принца і принцеси. Одна з ракет — надзвичайно пихата та зарозуміла, вона всіх очорнює. В її долі бачиться філософський підтекст про марноту людського життя, про обмануті і непомірні амбіції, які зазнали краху. Чванлива Ракета оплакує свої фантазії, таким чином демонструючи свою «вразливість». Через це вона відсиріла і під час феєрверку її не можуть підпалити. Наступного дня її викидають у канаву, але вона все ще чваниться і зневажливо ставиться до жаби, бабки і качки, яких там зустрічає, і все ще чекає, коли її гідно оцінять та підпалять. Двоє хлопчаків знаходять ракету і використовують її як дрова для свого вогнища. Зрештою, ракета запалюється і вибухає, але ніхто не помічає цього дійства. Однак Ракета була впевнена, що створила сенсацію.
Ракета в своїй зарозумілості й амбіціях до того загралася, що намарно витратила себе і лише у власних мріях лишилась тією, котрою хотіла бути, — переможницею життя.

## Сприйняття
І. Федоренко — рецензент «Літературно-наукового вісника» — відніс Вайлдові казки «до найкращого, що видала світова література для великого загалу». Схожої думки дотримується й літературознавець Євген Онацький, який пише:
|  | Ці казки були його першою важливою і, на погляд багатьох, найкращою книжкою. В усьому світі досі читають і читатимуть їх, доки світ, – бо в усій світовій літературі мало таких поетичних архитворів, як оті казки «Щасливий Принц», «Себелюбний Велетень», «Троянда й соловей» та інші. |

Дослідниця Л. В. Дереза вважає, що Вайлдові казки містять у собі синтез фантазії Андерсона та Флоберівської художньої майстерності. Вона також зазначає, що
|  | У казкових творах Уайльда поєдналася мудрість народів усіх поколінь, знайшла відбиття глибока думка, закладена в Біблії: «Чини з людьми так, як ти хотів би, щоб вони чинили з тобою». |

Ігор Качуровський вважає, що Вайлдові казки слід відносити до групи казок для дорослих. Схожої думки дотримуються й інші дослідники, які стверджують, що Вайлд писав свої казки саме для дорослої аудиторії, а не для дітей.